# ایلگاز
ایلگاز (به ترکی استانبولی: Ilgaz) شهری است، در کشور ترکیه که در استان چانقری واقع شده‌است. جمعیت این شهر بر اساس سرشماری سال ۲۰۰۸ میلادی ۷٬۰۵۱ نفر و بر اساس برآوردهای سال ۲۰۰۹ میلادی ۷٬۱۲۱ نفر می‌باشد.